# Premyer Liqası (2018/2019)
Premyer Liqası 2018/2019 (znana jako Topaz Premier League ze względów sponsorskich) była 27. edycją najwyższej klasy rozgrywkowej piłki nożnej w Azerbejdżanie.
Brało w niej udział 8 drużyn, które w okresie od 11 sierpnia 2018 do 11 maja 2019 rozegrały 28 kolejek meczów.
Tytuł mistrzowski zdobyła drużyna Qarabağ FK po raz szósty z rzędu, a siódmy w swojej historii.

## Format rozgrywek
Osiem uczestniczących drużyn gra ze sobą czterokrotnie.
Zwycięzca ligi zostaje mistrzem Azerbejdżanu i kwalifikuje się do I rundy kwalifikacyjnej Ligi Mistrzów UEFA.
Drużyna, która zajmie drugie, trzecie miejsce i zdobywca Pucharu Azerbejdżanu, kwalifikują się do I rundy kwalifikacyjnej Ligi Europy UEFA.
W przypadku zdobycia pucharu przez drużynę, która zapewniła sobie grę w europejskich pucharach, awans otrzymuje czwarta drużyna rozgrywek.
Do niższej ligi spada bezpośrednio ostatnia drużyna.

## Drużyny
| Uczestnicy poprzedniej edycji | Uczestnicy poprzedniej edycji | Uczestnicy poprzedniej edycji | Uczestnicy poprzedniej edycji |
| --- | ----------------------------- | ----------------------------- | ----------------------------- |
| QAA | Qarabağ FK                    | Baku                          | 1                             |
| QAB | FK Qəbələ                     | Qəbələ                        | 2                             |
| NEF | Neftçi PFK                    | Baku                          | 3                             |
| ZIR | Zirə Baku                     | Baku                          | 4                             |
| SUM | Sumqayıt FK                   | Sumgait                       | 5                             |
| KEŞ | Keşlə Baku                    | Baku                          | 6                             |
| SEB | Səbail FK                     | Baku                          | 7                             |
| Awans z Birinci Divizionu |                               |                               |                               |
| SAB | Sabah Baku                    | Baku                          | 1                             |
| Oznaczenia: - kolumna pierwsza – skróty nazw drużyn, - kolumna trzecia – siedziba klubu, - kolumna czwarta – miejsce zajęte w poprzednim sezonie. |                               |                               |                               |

## Tabela
| Lp. | Drużyna     | M  | Z  | R | P  | B+ | B- | +/– | Pkt | Kwalifikacja lub spadek                     |
| --- | ----------- | -- | -- | - | -- | -- | -- | --- | --- | ------------------------------------------- |
| 1   | Qarabağ (M) | 28 | 20 | 6 | 2  | 65 | 21 | +44 | 66  | Liga Mistrzów UEFA • I runda kwalifikacyjna |
| 2   | Neftçi Baku | 28 | 17 | 7 | 4  | 52 | 26 | +26 | 58  | Liga Europy UEFA • I runda kwalifikacyjna   |
| 3   | Səbail Baku | 28 | 12 | 5 | 11 | 34 | 37 | −3  | 41  | Liga Europy UEFA • I runda kwalifikacyjna   |
| 4   | Qəbələ (P)  | 28 | 9  | 9 | 10 | 31 | 33 | −2  | 36  | Liga Europy UEFA • II runda kwalifikacyjna  |
| 5   | Zirə Baku   | 28 | 8  | 7 | 13 | 30 | 40 | −10 | 31  |                                             |
| 6   | Sumgayit    | 28 | 8  | 5 | 15 | 24 | 42 | −18 | 29  |                                             |
| 7   | Sabah Baku  | 28 | 7  | 6 | 15 | 20 | 41 | −21 | 27  |                                             |
| 8   | Keşlə Baku  | 28 | 6  | 5 | 17 | 29 | 45 | −16 | 23  | [ i ]                                       |

1. ↑  MOİK Bakı, który wygrał Birinci Divizionu, nie otrzymał licencji na grę w Premier League. Ta decyzja pozostawiła Keşlə Baku w Premier League[2].

## Wyniki
| Gospodarz \ Gość | GAB | KES | NEF | QAR | SAB | SEB | SUM | ZIR | GAB | KES | NEF | QAR | SAB | SEB | SUM | ZIR |
| ---------------- | --- | --- | --- | --- | --- | --- | --- | --- | --- | --- | --- | --- | --- | --- | --- | --- |
| Qəbələ           |     | 1–1 | 3–1 | 1–3 | 2–1 | 3–0 | 1–1 | 0–0 |     | 0–0 | 1–3 | 1–2 | 0–0 | 2–1 | 1–0 | 2–1 |
| Keşlə Baku       | 1–2 |     | 0–1 | 1–1 | 0–1 | 1–2 | 1–2 | 1–0 | 1–2 |     | 0–1 | 0–1 | 3–0 | 0–3 | 2–1 | 1–3 |
| Neftçi Baku      | 2–1 | 2–0 |     | 3–1 | 2–0 | 4–0 | 0–0 | 2–2 | 1–1 | 2–0 |     | 2–3 | 3–0 | 1–2 | 2–3 | 4–2 |
| Qarabağ          | 4–1 | 5–1 | 1–1 |     | 1–1 | 0–3 | 1–0 | 3–2 | 2–1 | 3–0 | 1–1 |     | 3–0 | 4–0 | 2–0 | 0–0 |
| Sabah Baku       | 1–0 | 1–2 | 1–2 | 0–2 |     | 0–4 | 1–4 | 2–1 | 0–1 | 1–1 | 0–2 | 1–1 |     | 3–1 | 1–1 | 0–3 |
| Səbail Baku      | 0–0 | 2–1 | 0–2 | 0–2 | 0–0 |     | 2–0 | 3–0 | 2–1 | 1–4 | 2–2 | 1–2 | 1–0 |     | 0–0 | 0–2 |
| Sumgayit         | 2–2 | 1–4 | 0–2 | 0–2 | 0–1 | 1–0 |     | 1–0 | 1–0 | 2–1 | 1–2 | 0–6 | 1–0 | 1–2 |     | 0–1 |
| Zirə Baku        | 1–0 | 2–2 | 1–2 | 0–6 | 0–2 | 0–0 | 3–1 |     | 1–1 | 2–0 | 0–0 | 0–3 | 0–2 | 1–2 | 2–0 |     |

1. ↑  Mecz 8. kolejki między Qarabağ a Səbail Baku został zweryfikowany jako walkower 3-0 dla Səbail[5]. Wynik na boisku 1-0.
2. ↑  Mecz 4. kolejki między Səbail Baku a Zirə Baku został zweryfikowany jako walkower 3-0 dla Səbail[6]. Wynik na boisku 1-1.

## Najlepsi strzelcy
| Bramki | Zawodnik               | Drużyna     |
| ------ | ---------------------- | ----------- |
| 16     | Mahir Emreli           | Qarabağ     |
| 14     | Bagaliy Dabo           | Neftçi Baku |
| 10     | James Adeniyi          | Qəbələ      |
| 8      | Marko Dević            | Sabah Baku  |
| 8      | Filip Ozobić           | Qarabağ     |
| 7      | Mirabdulla Abbasov     | Neftçi Baku |
| 7      | Emin Mahmudov          | Neftçi Baku |
| 7      | Dani Quintana          | Qarabağ     |
| 7      | Abdellah Zoubir        | Qarabağ     |
| 6      | Steeven Joseph-Monrose | Qəbələ      |
| 6      | Julio Rodríguez        | Zirə Baku   |

Źródło: 

## Stadiony
| Qəbələ          |
| --------------- |
| Stadion Miejski |
|                 |

| Keşlə Baku |
| ---------- |
| ASK Arena  |
|            |

| Neftçi Baku   |
| ------------- |
| Bakcell Arena |
|               |

| Qarabağ       |
| ------------- |
| Azərsun Arena |
|               |

| Sabah Baku   |
| ------------ |
| Alinja Arena |
|              |

| Səbail Baku |
| ----------- |
| Bayil Arena |
|             |

| Sumgayit           |
| ------------------ |
| Kapital Bank Arena |
|                    |

| Zirə Baku                    |
| ---------------------------- |
| Stadion Kompleksu Sportowego |
|                              |

Źródło: 